# 一人之下
《一人之下》（原名《异人》），是米二创作的中国大陆网络漫画。

## 故事簡介
随着爷爷的尸体被盗，神秘少女冯宝宝的造访，少年张楚岚的平静校园生活被打破。急于解开爷爷和自身秘密的张楚岚和没有任何记忆“不死少女”冯宝宝开启了“异人”之旅……

## 人物介绍

### 哪都通
表面以全国性快递公司为掩护，实则是国家设立的异人管理机构。作为具有半官方性质的特殊机构，该组织采用现代企业架构，由六名董事组成最高决策层，在全国设立七大区分部，各分部由一名专职负责人统辖。其核心使命是通过系统化管控维持异人界与普通社会的平衡，包括异人登记、纠纷调解等日常事务，同时确保异人存在不被普通社会察觉。对于可能破坏平衡的势力，无论正邪都会进行干预，但涉及异人界格局的重大决策需提交十佬会谈裁定。
哪都通最具特色的是其“临时工”制度：每个大区分部都配备一名由负责人直接管辖的精英异人。这些临时工多为实力超群却与组织存在特殊契约关系的高手，专门执行不便公开的敏感任务。通过这种特殊机制，哪都通既能维护异人界秩序，又能保持组织的隐蔽性。在剧情发展中，该组织既是监管者也是参与者，主角张楚岚正是通过华北分部接触到异人世界，而临时工制度则成为组织介入重大事件的关键渠道。

#### 张楚岚
身兼天师府传人与哪都通公司员工，因行事风格不拘常理而被戏称为“不摇碧莲”。
作为甲申之乱关键人物张怀义的孙子，他自幼被种下守宫砂，在爷爷的严苛教导下掌握天师府秘传【金光咒】与【阳五雷】，更成为八奇技【炁体源流】的继承者。然而七岁时突逢巨变——爷爷惨死、父亲失踪，他被迫隐姓埋名十二年，以普通学生身份谨守“不得暴露异人身份”的遗训。直到全性盗墓事件打破平静，他被卷入异人世界的纷争，并因冯宝宝的出现，迫使这个擅于伪装的天才，为守护重要之人而搅动风云。

#### 冯宝宝
华北区临时工，永远停留在18岁模样的神秘少女。一头乱糟糟的长发配上呆滞眼神是她标志性的邋遢造型，但只要稍加梳洗，立刻就能变身惊艳众人的黑长直美女。
性格纯粹得像个孩子，说话做事直来直往。在徐四的“教导”下，形成了“能动手绝不动嘴”的独特作风，劝人方式往往是把人揍到服气为止。虽然不懂人情世故，却有着野兽般的战斗直觉。
1944年夏天被徐翔父母发现时就已失忆，只记得“冯宝宝”这个名字。七十多年来容貌丝毫未变，是不老不死的特殊存在。在徐家三代人的庇护下，一边做着临时工的工作，一边执着地寻找着自己的身世之谜。
精通多国语言，擅长各种生存技能。独创的【阿威十八式】招式名称羞耻但威力惊人，专业级的“埋人”手法更是令人闻风丧胆。这个看似单纯的少女，很可能掌握着解开甲申之乱全部真相的钥匙。

#### 赵方旭
公司董事长，异人界德高望重的领导者。虽异术造诣不深，却在权谋布局上堪称当世第一人。以维持异人社会稳定为己任，凭借超凡的城府与格局在各方势力间游刃有余。
二十年前便通过巧妙对话识破冯宝宝身份，洞悉徐翔设立临时工的深意。执掌哪都通期间，通过创立“十佬会议”制度平衡各方势力，同时扶持新生力量制衡传统宗门，展现出卓越的政治智慧。
在国际事务中同样运筹帷幄，纳森岛事件中通过精妙布局维护公司利益。其“棋圣”之称不仅源于下棋技艺，更体现在将整个异人界当作棋局的高超驾驭能力。和蔼可亲的外表下，是令人敬畏的深谋远虑。

#### 毕游龙
公司董事之一，基层行动出身，作风果断狠辣，长期主导高危任务决策，甚至因潜伏工作一度遗忘本名。
曾全权负责处理陈朵事件，主张对不可控的临时工采取极端措施；在廖忠濒死时，试图引爆陈朵项圈以消除威胁，但因马仙洪干扰未果，随后全力追查幕后黑手。碧游村事件中坚持彻底肃清，二十四节气谷篇中明确反对纳森卫介入国内事务。纳森岛任务落选后，公开质疑黄伯仁的温和策略，强调危机中需强硬手腕。

#### 现任六大区负责人（前七大区）
东北——高廉 所属临时工：二壮
华北——徐四 所属临时工：冯宝宝
华东——窦乐 所属临时工：肖自在
华中——任菲 所属临时工：黑管儿
西北——华风 所属临时工：老孟
西南——郝意 所属临时工：王震球
华南——廖忠（已故） 所属临时工：陈朵（已故）

### 天师府
天师府是道教正一派的祖庭，位于江西省龙虎山。故又称龙虎山天师府。具有深厚的历史背景和强大的实力。
天师府在异人界中占据着重要地位，历代天师无一不是一方巨擘，能影响异人格局的存在。门下弟子无数，也都是正派的典范，正道的光。其中张之维作为第六十五代天师，是异人界中公认的最强。天师府不仅在宗教和文化上有着重要影响，还在保护和培养异人方面发挥了关键作用。

#### 张之维
天师府第六十五代天师，正一派领袖，道号“天通”。作为“一绝顶两豪杰”之首，数十年来稳坐异人界巅峰之位。年轻时陆家寿宴一战成名，甲申之乱期间为保护师弟张怀义奔走未果，最终继承天师之位。
修为通天彻地，【金光咒】与【雷法】已达至高境界。为庇护张楚岚不惜改革罗天大醮，展现宗师气度。锡林郭勒草原一战独战全性十四位顶尖高手，尽显当世第一人的风采。战后虽被十佬会判决禁足龙虎山，其威名仍震慑整个异人界。

#### 张灵玉
天师府第六十五代天师张之维亲传的关门弟子，排名第十，八奇技之通天箓的继承人；与全性夏禾有一段黑历史，因“一念之插”而在修炼雷法前失去了童子之身，无法修炼阳五雷，只能修炼阴五雷。
奉老天师之命下山邀请张楚岚参加罗天大醮，展现正统天师府传人的风范。天师下山清剿全性时，因保护夏禾对抗同门被逐出师门，一度落魄到靠算命为生，被张楚岚邀请加入哪都通，成为张楚岚的同事。

#### 田晋中
天师府第六十五代天师张之维的师弟；曾与师兄一同下山寻找张怀义，在成功见到张怀义并得知八奇技之秘后，返程途中遭人严刑逼供，导致手足被废、经脉尽断。
此后数十年专修“静功”，以“神满不思睡”的意志苦苦支撑。虽身体残废却始终守护着天师府的秘密，最终因全性龚庆的阴谋而得以解脱，结束了自己悲壮的一生。

#### 张怀义
天师府第六十五代天师张之维的师弟、张楚岚的爷爷、张予德的父亲；年轻时下山游历结识无根生，因功法被神明灵完全克制而屡战屡败，却也在交手中结下特殊情谊，最终和部分名门弟子与无根生结拜，这场被称为“"三十六贼”的结拜直接引发了震动整个异人界的“甲申之乱”。
在二十四节谷的悟道中，张怀义参悟出八奇技之一的【炁体源流】。三十六贼事发后，张怀义隐遁江湖，虽被师兄田晋中找到仍拒绝回山。晚年自知大限将至，故意泄露行踪引出当年追杀者，以一己之力击杀十余名各派元老，最终身中唐门杨烈的“丹噬”而亡。临终前将毕生绝学“老农功”和孙儿张楚岚托付给冯宝宝。

#### 荣山
天师亲传弟子，排行第九。
在罗天大醮中担任裁判，阻止了王并对风星潼的毒打行为。
全性攻山时奉命看护田老，但中了调虎离山之计，以至于让龚庆得手。事后极其愧疚。

### 陆家
传承多年的"四家"之一，为十佬势力。当代家主为陆瑾。从罗天大醮上的陆家门人来看，陆家没有家传功法，陆家人拜在其他门下学艺，同时招揽各路高手于麾下，发展模式与天下会有类似之处。

### 全性
千年邪派，崇尚战国时期道家学派人物杨朱的理念：全性保真，不以物累行。不过发展至今成员几乎已全然忘却祖师的理念，变成到处惹事生非的贼匪之流。加入此派的方式非常简单，即只要自称全性就能成为全性。

#### 龚庆
全性代掌门，毕渊的入室弟子；因好奇甲申之乱的内幕以道童“小羽子”身份在龙虎山潜伏三年，在侍奉田晋中得到了一些线索，为了知道真相，暗中命令门人在罗天大醮结束后大闹龙虎山，自己则趁乱逼问田晋中当年的真相。借助吕良的能力复制了田晋中的记忆并在他的压力下不得不杀掉，与全性其他成员会合后，龚庆利用自己第二次命令全性的机会，要求门人为田老披麻戴孝，以示哀悼。
张之维下山追剿全性时，在丁嶋安即将被杀死时露面，次日被发现，于锡林郭勒草原被天师杀死。

#### 吕良
吕慈曾孙、吕恭的弟弟，暂不知道为何加入全性。他最初因觉有趣，将张怀义临死前的最后一段记忆交给张楚岚，却在接触中被对方的思想打动，不仅接受秘密合作邀请，更希望张楚岚加入全性。期间曾协助龚庆盗取田晋中记忆，并在天师张之维清剿全性时向张楚岚发出求救信号。二人在大楼会面交接田晋中记忆及另一份神秘记忆时，遭吕恭率吕家高手围困。吕良在被捕前果断自毁与张楚岚相关的记忆，因多嘴被吕慈施以断肢割舌之刑。令人震惊的是，他竟挣脱囚笼逃回全性，疑似掌握双全手秘术，不仅重塑容貌更再生了残缺的肢体。

#### 梅金凤
全性元老级人物，是夏柳青愿为其守身终生之人；年轻时加入全性纯粹是因为倾慕全性掌门无根生而一直跟随对方，是唯一一位对无根生比较了解之人。
在碧游村篇中，被曲彤的人暗算带走之后，意识到“无根生的宝藏”可能已经被盯上，于是和夏柳青、张楚岚一行人前往二十四节谷，因为发现冯宝宝与无根生的相似之处，而选择和张楚岚保持联系，在知晓掌门真意后炸毁山谷入口。并和夏柳青、张楚岚等人闯唐门，一同听了许新讲述当年无根生的故事。

### 天下会

#### 风正豪
天下集团(天下会)的创立者，风莎燕、风星潼之父，十佬之一。先人是凉山大觋(习)，掌握八奇技之一拘灵遣将，但并不完整。十分看好张楚岚，真心赞赏其行为，能够看出来张楚岚一些流氓行为背后的用心，曾鼓励风莎燕和张楚岚交往。
拥有枭雄的心性，在得知风家与王家的过往后，表面对王家感恩戴德，甘愿当王家的狗，实则忍辱负重，另有谋划。

#### 風沙燕
聲：（普通话）沈念如；（日語）原由實

#### 风雅雅
聲：（普通话）张幽舞；（日语） 井泽诗织

## 出版書籍
| 卷數 | 標題           | 發售日期      | ISBN               |
| ---- | -------------- | ------------- | ------------------ |
| 1    | 神秘姐姐的造访 | 2016年8月1日  | ISBN 9787534050671 |
| 2    | 蜂拥而至的异人 | 2016年8月1日  | ISBN 9787534050664 |
| 3    | 天下会         | 2016年8月1日  | ISBN 9787534050657 |
| 4    | 那一年         | 2016年8月1日  | ISBN 9787534050640 |
| 5    | 寻找真相       | 2017年4月1日  | ISBN 9787534057564 |
| 6    | 罗天大醮       | 2017年4月1日  | ISBN 9787534057571 |
| 7    | 各显神通       | 2017年4月1日  | ISBN 9787534060243 |
| 8    | 暗流涌动       | 2017年4月1日  | ISBN 9787534060250 |
| 9    | 莫欺少年窮     | 2018年1月1日  | ISBN 9787534064548 |
| 10   | 生死相博       | 2018年2月1日  | ISBN 9787534064555 |
| 11   | 風席羅天       | 2018年8月1日  | ISBN 9787534069932 |
| 12   | 最后的角逐     | 2018年8月1日  | ISBN 9787534069949 |
| 13   | 天師度         | 2018年12月1日 | ISBN 9787534072130 |
| 14   | 大鬧龍虎山     | 2018年12月1日 | ISBN 9787534072147 |
| 15   | 生死一線       | 2018年12月1日 | ISBN 9787534072246 |
| 16   | 師爺之死       | 2019年8月1日  | ISBN 9787534075483 |
| 17   | 王也歸家       | 2019年8月1日  | ISBN 9787534075476 |
| 18   | 歸元解惑       | 2019年8月1日  | ISBN 9787534075490 |
| 19   | 臨時工集結     | 2020年4月1日  | ISBN 9787534081255 |
| 20   | 不幸的根源     | 2020年4月1日  | ISBN 9787534081231 |
| 21   | 有教無類       | 2020年4月1日  | ISBN 9787534081248 |

## 电视动画
改编动画第一季由日本Pandanium公司制作。2017年10月27日正式推出一人之下the outcast動畫第二季《一人之下 羅天大醮篇》，於中國大陆腾讯视频、bilibili、腾讯动漫、爱奇艺每周五网络平台首播，第二季的动画制作更换为上海绘界文化传播有限公司，第三季的动画制作更换为广州大火鸟文化有限公司，第四季动画制作則更换为启缘映画。

### 制作人员

#### 第一季
- 出品：腾讯动漫、动漫堂
- 原作：米二（动漫堂）
- 监督：王昕
- 分镜：王昕
- 演出：户田和裕、森满男
- 人设：kiribon
- 总作画监督：kiribon
- 色彩設計：小松亞理沙
- 美术设定&印象稿：千住工房、渡辺绅
- 摄影：YORIU、Ashirogimuto
- 摄影监督：住友骏、植村優基
- 音響監督：郷文裕貴
- 制片人：陆星程
- 制作主任：柳基泽（NAMU Animation）
- 设定制作：宫部昌树、宋佳音
- 制片主任：立石优
- 制作： Pandanium×NAMU Animation[3]

#### 第二季
- 原作：米二（动漫堂）「一人之下」（腾讯动漫连载）
- 监督、剪辑：陈烨、王昕
- 角色设计：李时旼
- 总演出监督：梁真哲
- 音响监督：伍婷
- 日本语版音响监督：伊藤巧
- 美术监督：金荣在
- 摄影监督：郑姝悧
- 音乐：方雯
- 音响制作：Woo Sound Studio
- 日本语版音响制作：HALF H・P STUDIO
- 总企划：邹正宇
- 企划：王鹏
- 总监制：李筱婷
- 监制：杉肉盖饭、ASKASK、沉默的章鱼
- 总策划：小仙、王静
- 策划：杉肉盖饭
- 动画制作：上海绘界文化传播有限公司
- 出品：一人之下制作委员会（腾讯动漫、动漫堂）

#### 第三季
- 原作：米二（动漫堂）「一人之下」（腾讯动漫连载）
- 导演：危天行
- 美术监督：谭宽强
- 摄影监督：李辉华
- 色彩设计：罗珮婷
- 总策划：王娟
- 总制片人：余媛媛、李筱婷
- 制片人：牛秀宇、熊猫盖饭、ASKASK
- 总编剧：杨莺歌
- 编剧：李林霏、高新潮、高真文
- 配音导演：藤新
- 音乐监制：潇娘
- 音响监督：郭川
- 人物设定：平思宸
- 策划：熊猫盖饭
- 市场总监：李黎明、巫天旭
- 动画制作：广州大火鸟文化有限公司
- 出品：企鹅影视、腾讯动漫

#### 第四季
- 原作：米二（动漫堂）「一人之下」（腾讯动漫连载）
- 總導演：陳燁
- 總製片人：佘媛媛、李曉婷
- 製片人：牛秀宇、熊貓蓋飯
- 編劇：竹林閒者、陳燁
- 配音導演：藤新
- 音響製作：萬眾聲和
- 音響導演：張亦冰
- 人物設定：陳淑君
- 動畫製作：北京啟緣映畫文化傳播有限公司
- 出品：企鵝影視、騰訊動漫

#### 第五季
- 原作：米二（動漫堂）「一人之下」（腾讯动漫连载）
- 出品人：孫忠懷、侯曉楠
- 總監製：馬延琨
- 總製片人：佘媛媛、李筱婷
- 製片人：牛秀宇、熊貓蓋飯
- 音樂監製：瀟娘
- 漫畫責編：故鄉、皓月
- 總導演：陳燁
- 編劇：竹林閒者、陳燁
- 分鏡：陳燁
- 方言顧問：高超
- 配音製作：藤新工作室
- 配音導演：藤新、常蓉珊
- 演員統籌：杜小星
- 音響製作：梟工作室
- 音響導演：瀟娘、劉繁輝
- 作監/人設：陳淑君
- 動畫製作：北京啟緣映畫文化傳播有限公司
- 聯合出品：企鵝影視、騰訊動漫

### 最新消息
2018年5月17日，据动画的监制Inaba_熊猫盖饭透露，一人之下番外一共有上下两集，剧情和第二季有关，所以是真·第二季的番外。
2018年6月15日，动画的监制在微博放出消息，一人之下 番外篇正在制作中，一共上下两集，预计今年9月上线，一人之下 第三季不出意外的话，会在2019年下半年上线。
2020年4月24日，动画第三季正式开播。
2021年9月24日，动画第四季正式开播。
2022年12月9日，动画第五季正式开播。

## 动画音乐

### 第一季
- 中文版片头曲：《异人》，演唱：王朝、丁思文

作词：北小堂、钱李明；作曲：北小堂、王朝；混音母带：Lennox、Hollywood Kush Studio；音乐监制：钱李明
- 日文版片头曲：《Arcadia》，演唱：Lilith

作词：镜华、凛-Lin-；作曲：凛；
- 两版共用片尾曲：《In the Dawn》

中文版演唱：Lilith；作词：镜华；作曲：凛-Lin-
日文版演唱：Affective Synergy；作词/作曲：凛-Lin-

### 第二季
- 中文版片头曲：《无涯》，演唱：醉雪、李妮娜、张迁

作词：张汇泉；作曲：钱襄、沉辑；
- 日文版片头曲：《伤だらけの僕ら》（伤痕累累的我们），演唱：NormCore

作词/作曲：Fümi；编曲：橘井健一
- 片尾曲：《无涯》，演唱：醉雪、李妮娜、张迁

作词：张汇泉；作曲：钱襄、沉辑；
- 片尾曲：《幺妹儿冯宝宝》（第2～9集）【冯宝宝角色歌】演唱：青谈

作词：dracena；作曲：十音；混音：beicana
- 片尾曲：《听风吟》（第10～14、19集）【诸葛青角色歌】演唱：Mr.mo

作词：浓缩排骨；作曲：磁带君；贝斯：司令；混音：磁带君、Evalia；
- 片尾曲：《丹歌惊鸿》（第15～18集）【王也角色歌】演唱：坡上村孙骁

作词：浓缩排骨；作曲/混音：桂子油/lbg；念白：宝木中阳
- 片尾曲：《念斗章》（第20～22集）【张灵玉角色歌】演唱：叫ぶ兽

作词：大♂古；作曲/混音：erazedfx；笛/箫：水玥儿
- 片尾曲：《游龙》（第24集）【张楚岚角色歌】演唱：Mr.mo

作词：浓缩排骨；作曲：战场原妖精、老高

### 第三季
- 片头曲：《出入平安》，演唱：小魂、裂天

作词/监制：潇娘Lubyson（Rap作词：潇娘Lubyson、Swang多雷）；作曲：HeartStrings-ZY；弦乐：国际首席爱乐乐团；
笛子：丁晓逵；京胡：刘蓓、袁明钰；三弦：高冠琳；琵琶：崔景娜；京打：李子系；混音：周天澈
- 片尾曲：《心猿归正》，演唱：刘世超

作词：大九_LN；作曲：张楠、林轩；笛/萧：丁晓逵；京胡：刘蓓；三弦：高冠琳；混音：张连春；音乐监制：潇娘
- 片头曲：《王道长可能会摔手机》（第八集），演唱：藤新

作词：Dracaena；作曲：沉辑、苏旭；和音：藤新、张峻鸣、Joker One；唢呐：王思雨；混音：Evalia；音乐监制：潇娘
- 概念主题曲：《异人也》，演唱：霍尊

作词：潇娘；作曲/和声：霍尊；编曲：郑伟、霍尊；管弦编配：田汨；制作：郑伟、霍尊；
吉他：薛峰；混音：阿烈@soundhub；母带：郑伟@runsunmusic
- 特别修行曲：《金光神咒》，演唱：JA符龙飞

作词：佚名；作曲/制作人/和声：JA符龙飞；混音：Yuki Lin；音乐监：奇幻创想（北京）文化传播有限公司

### 第四季
- 片头曲：《无念无生》，演唱：张申骋

作词：Dracaena；作曲：VegaWhy；民腔和声：醉雪；混音/母带：VegaWhy；制作人：潇娘
- 片尾曲：《碧游欢迎你》（第1～4、7～8、12集），演唱：腿腿Jo_Asen

作词：Dracaena；作曲：卿语忱；编曲：卿语忱、桑世哲；编舞：Hanz；混音/母带：刘思宇@NEWBAND STUDIO；
方言顾问：杨秀宏、小林克、磐琉小刘；侗族大歌：宰荡村加所寨侗族大歌合唱团；牛腿琴：杨秀森；制作人：潇娘
- 片尾曲：《一言九鼎王道长》（第5集），演唱：宝木中阳

作词：Dracaena；作曲/编曲：东城豆汁儿王、朱晓琳、潇娘；三弦：东城豆汁儿王；大鼓：朱晓琳；
二胡：何震；琵琶：马思旋；音乐编辑：罐头；录音/混音：张步若；制作人：潇娘
- 片尾曲：《异人Disco》（第6集），演唱：VOGUE 5

作词/作曲：VOGUE 5乐队；编曲/混音：VOGUE 5乐队、郑仕伟；音乐监制

### 各话列表
| 話數               | 中文標題                                       | 日文標題   | 分鏡                           | 演出                           | 作畫監督                                                          |
| 第一季             | 第一季                                         | 第一季     | 第一季                         | 第一季                         | 第一季                                                            |
| ------------------ | ---------------------------------------------- | ---------- | ------------------------------ | ------------------------------ | ----------------------------------------------------------------- |
| 1                  | 谛听吾言 神钦鬼伏                              |            | 森滿男                         | 高山秀樹                       | Hwang Youngsik                                                    |
| 2                  | 相自我改 命自我造                              |            | 森滿男                         | 高山秀樹、竹内光子 安藤健      | Hwang Youngsik、中屋了 津熊建德、容洪                             |
| 3                  | 时运不通 妄求无益                              |            | 森滿男                         | 高山秀樹、竹内光子             | Hwang Youngsik、Kim Suho Park Inam                                |
| 4                  | 祸兮福之所倚 福兮祸之所伏                      |            | 王昕                           | 山口美浩                       | 保村成、飯飼一幸 津熊建德、服部憲知 藤木泰史、成松義人            |
| 5                  | 祸福无门 惟人自召                              |            | 王昕                           | 高山秀樹、竹内光子             | Hwang Youngsik Kim Jongbeom                                       |
| 6                  | 观天之道 执天之行                              |            | 王昕                           | 神原雄二                       | 中屋了、津熊建德 石田啟一、濱川修二郎 宇都木勇、飯飼一幸 川口弘明 |
| 7                  | 人心皆散乱 一念便纯真                          |            | 王昕                           | 高山秀樹、竹内光子             | Hwang Youngsik                                                    |
| 8                  | 一点诚心 万缘俱息                              |            | 藤原潤 森友宏樹                | 木村寬                         | 、柳瀨讓二 谷口元浩、藤原潤 、岩田幸子 杉浦英之、櫻井拓郎         |
| 9                  | 有求皆苦 无欲则刚                              |            | 藤原潤                         | 高田昌豐                       | 中村路之將、根津勝行                                              |
| 10                 | 道去人死 水干鱼终                              |            | 西森章                         | 大和直道                       | 暮林千里、門智昭                                                  |
| 11                 | 人在道中 道在人中                              |            | 王昕                           | 小野學                         | 伊藤大翼、李周鉉                                                  |
| 12                 | 欲求无上道 大众念天尊                          |            | 王昕                           | 木村寬 龍輪直征                | 、 Inn Cyou                                                       |
| 第二季-羅天大醮篇  |                                                |            |                                |                                |                                                                   |
| 1                  | 风起云涌，罗天大醮                             |            | 王昕                           | 金重鎬、梁真哲                 | 權恩京、李美英 徐正徳                                             |
| 2                  | 龙虎山                                         |            | 陳燁                           | 金重鎬、梁真哲                 | 许亨準                                                            |
| 3                  | 不摇碧莲                                       |            | 陳燁                           | 金重鎬、廉京徳 梁真哲          | 李美英                                                            |
| 4                  | 三十二人                                       |            | 陳燁、李東益                   | 金富永、梁真哲                 | 李美英、朱明傑                                                    |
| 5                  | 炁体源流                                       |            | 陈烨                           | 李兴洙、金昌贵                 | 李政权、朴爱利、宋玟珠、许亨准                                    |
| 6                  | 饵                                             |            | 陈烨                           | 金㳾元                         | 金泰洙、许尹嘉                                                    |
| 7                  | 三十六贼                                       |            | 陈烨                           | 李富羲                         | 金恵正、张永先、李美英、吴炫儿                                    |
| 8                  | 神莹内敛                                       |            | 王昕                           | 金富永                         | 李美英、吳炫兒                                                    |
| 9                  | 奇门显缘                                       |            | 陈烨                           | 金周锡、金明贤                 | 金恵正、张永先、权容祥                                            |
| 10                 | 风后奇门                                       |            | 陈烨 邓翔                      | 金周锡、金明贤                 | 金恵正、张永先、权容祥、张欣欣、熊俊杰                            |
| 11                 | 清净经                                         | 清静経     | 陈烨                           | 金周锡、李兴洙                 | 金恵正 李政权 张永先 宋玟珠 朴爱利                                |
| 12                 | 夙敌                                           | 宿敌       | 王昕                           | 李政权、宋玟珠、朴爱利、金二星 |                                                                   |
| 13                 | 拘靈遣將                                       | 拘霊遣将   | 王昕                           | 金周锡、李兴洙                 | 张范鉄、李相民、郑姫真                                            |
| 14                 | 絳宮VS水臟                                     | 水臓雷     | 陈烨                           | 梁真哲、李东益                 | 李政勋、吴炫儿、赵瑛来                                            |
| 15                 | 幹翻蒼穹                                       | 大胆不敵   | 陈烨                           | 张範鉄、李兴洙                 | 张範鉄、宋賢珠                                                    |
| 16                 | 化劫                                           | 厄払       | 陈烨                           | 金二星、李政权                 | 金二星、宋旻柱                                                    |
| 17                 | 天師度                                         | 天師法     | 陈烨                           | 张範鉄、金纪杜                 | 张範鉄、李政勲、呉炫児                                            |
| 18                 | 埋伏                                           | 埋伏       | 陈烨                           | 金二星、金富永 林彩徳、金祈南  | 金二星、呉炫児、林彩徳 金恵正、李政勲 张永先、金山                |
| 19                 | 劳情阵                                         | 十二労情陣 | 陈烨                           | 金纪杜、金周锡 李相民          | 李政勲、吴炫儿、金恵正 张永先、李相民                             |
| 20                 | 杀心                                           | 殺意       | 陈烨                           | 张範鉄、李政权 林彩徳          | 张範鉄、宋旻柱 宋賢珠、林彩徳                                     |
| 21                 | 奇迹                                           | 奇跡       | 陈烨                           | 金富永、金祈南 金纪杜、申起澈  | 李政勲、李美英 吴炫儿、金真英                                     |
| 22                 | 掌门                                           | 当主       | 陈烨                           | 张範鉄 金纪杜 金祈南           | 张範鉄、李美英、李政勲 金真英、吴炫儿、金恵正                     |
| 23                 | 晚安                                           | 安息       | 陈烨                           | 金富永 金周锡 李相民           | 李政勲、吴炫儿、李美英 金真英、金恵正、李相民                     |
| 24                 | 北京欢迎你                                     | 北京       | 陈烨                           | 张範鉄、申起澈 李兴洙、李政权  | 张範鉄、李政勲、吴炫儿 李美英、金真英、宋旻柱、宋賢珠             |
| 第三季-入世篇      |                                                |            |                                |                                |                                                                   |
| 1                  | 指明                                           | 不適用     | 高彬瑜、劳子亮、黄成希、黄日东 | 劳子亮、黄成希                 | 危天行、张绍伟、王益                                              |
| 2                  | 诸葛家的试探                                   | 不適用     | 高彬瑜、劳子亮、黄成希、黄日东 | 劳子亮、黄成希                 | 危天行、张绍伟、王益                                              |
| 3                  | 开工                                           | 不適用     | 高彬瑜、劳子亮、黄成希、黄日东 | 劳子亮、黄成希                 | 危天行、张绍伟、王益                                              |
| 4                  | 行动                                           | 不適用     | 高彬瑜、劳子亮、黄成希、黄日东 | 劳子亮、黄成希                 | 危天行、张绍伟、王益                                              |
| 5                  | 内景                                           | 不適用     | 高彬瑜、劳子亮、黄成希、黄日东 | 劳子亮、黄成希                 | 危天行、张绍伟、王益                                              |
| 6                  | 无赖                                           | 不適用     | 高彬瑜、劳子亮、黄成希、黄日东 | 劳子亮、黄成希                 | 危天行、张绍伟、王益                                              |
| 7                  | 尘埃落定（王也家人）                           | 不適用     | 高彬瑜、劳子亮、黄成希、黄日东 | 劳子亮、黄成希                 | 危天行、张绍伟、王益                                              |
| 8                  | 马村长                                         | 不適用     | 高彬瑜、劳子亮、黄成希、黄日东 | 劳子亮、黄成希                 | 危天行、张绍伟、王益                                              |
| 第四季-出發!碧游村 |                                                |            |                                |                                |                                                                   |
| 1                  | 異人                                           | 不適用     | 陳燁                           | 金哲玉、方承晨                 | 陳淑君、張銀順、朴潤英、趙春江、柳淵淑                            |
| 2                  | 碧游村                                         | 不適用     | 陳燁                           | 金哲玉、方承晨                 | 陳淑君、張銀順、朴潤英、趙春江、柳淵淑                            |
| 3                  | 疑雲                                           | 不適用     | 陳燁                           | 金哲玉                         | 陳淑君、張銀順、朴潤英、趙春江                                    |
| 4                  | 潛入                                           | 不適用     | 陳燁                           | 金哲玉                         | 陳淑君、張銀順、朴潤英、趙春江                                    |
| 5                  | 衝突                                           | 不適用     | 陳燁                           | 金哲玉                         | 陳淑君、張銀順、朴潤英、趙春江                                    |
| 6                  | 絕境                                           | 不適用     | 陳燁                           | 金哲玉                         | 陳淑君、張銀順、朴潤英、趙春江                                    |
| 7                  | 抉擇                                           | 不適用     | 陳燁                           | 金哲玉                         | 陳淑君、張銀順、朴潤英、趙春江                                    |
| 8                  | 過去                                           | 不適用     | 陳燁                           | 金哲玉                         | 陳淑君、張銀順、朴潤英、趙春江                                    |
| 9                  | 宿命                                           | 不適用     | 陳燁                           | 金哲玉                         | 陳淑君、張銀順、朴潤英、趙春江                                    |
| 10                 | 決戰                                           | 不適用     | 陳燁                           | 金哲玉                         | 陳淑君、張銀順、朴潤英、趙春江                                    |
| 11                 | 終焉                                           | 不適用     | 陳燁                           | 金哲玉                         | 陳淑君、張銀順、朴潤英、趙春江                                    |
| 12                 | 異人之下                                       | 不適用     | 陳燁                           | 金哲玉                         | 陳淑君、張銀順、朴潤英、趙春江                                    |
| 第五季-決戰!碧游村 |                                                |            |                                |                                |                                                                   |
| 1                  | 决战碧游村！第五季超燃归来！                   | 不適用     |                                |                                |                                                                   |
| 2                  | 老肖吊打赵归真，“羊蝎子”名场面快来了！         | 不適用     |                                |                                |                                                                   |
| 3                  | 深夜村子火光四射，张楚岚欲阻止老马暴走！       | 不適用     |                                |                                |                                                                   |
| 4                  | 王震球对战童子命，碧游村吹响反攻集结号         | 不適用     |                                |                                |                                                                   |
| 5                  | 冯宝宝地下大战地行仙，王震球神格面具登场       | 不適用     |                                |                                |                                                                   |
| 6                  | 王也遭遇如花大军阻拦，临时工VS马村长即将开战！ | 不適用     |                                |                                |                                                                   |
| 7                  | 临时工正面拖住马仙洪，张楚岚能否摧毁掉修身炉？ | 不適用     |                                |                                |                                                                   |
| 8                  | 张楚岚觉醒新形态，马村长又有新对手             | 不適用     |                                |                                |                                                                   |
| 9                  | 临时工联手王道长大败马仙洪，陈朵重新作出选择   | 不適用     |                                |                                |                                                                   |
| 10                 | 碧游村任务告一段落，众临时工送别陈朵           | 不適用     |                                |                                |                                                                   |
| 11                 | “我用不着你们接受，也用不着你们喜欢”           | 不適用     |                                |                                |                                                                   |
| 12                 | 诸葛青能否战胜心魔？马仙洪逃跑                 | 不適用     |                                |                                |                                                                   |

### 播放
中国大陆中文版在2016年7月8日起每周五10：00在腾讯视频、爱奇艺、乐视、PPTV、芒果TV等视频网站播放，中国大陆日语版在7月15日起每周五10：00播放。在日本，7月9日每周六20：00在TOKYO MX播放。

### 剧场版
2024年2月6日，首部网络剧场版动画《一人之下·锈铁重现》定档2月15日开播。

## 网络节目
《一人之下2：寻炁之旅》系列访谈于2017年11月10日起在腾讯视频、爱奇艺、bilibili、PPTV、搜狐视频更新。
| 回     | 标题                                               | 更新时间       |
| 第一季 | 第一季                                             | 第一季         |
| ------ | -------------------------------------------------- | -------------- |
| 1      | 青城山道长谈罗天大醮                               | 2017年11月5日  |
| 2      | 白云观、武当道长谈《一人之下》                     | 2017年11月10日 |
| 3      | 青城山百人太极大阵                                 | 2017年11月10日 |
| 4      | 青城山道长谈修仙                                   | 2017年11月16日 |
| 5      | 道长详解“炁”是什么？                               | 2017年11月22日 |
| 6      | 火神庙道长介绍金光咒与符箓                         | 2017年11月29日 |
| 7      | 修真图，没有几十年研究不了！                       | 2017年12月6日  |
| 8      | 绝密影像公开！真实的道家金光咒、招神遣将与符箓画法 | 2017年12月13日 |
| 9      | 守宫砂、渡劫修仙知识大揭秘                         | 2017年12月21日 |
| 10     | 漫迷道长点评《一人之下》                           | 2017年12月29日 |
| 11     | 道长们最喜欢的《一人之下》角色竟然是？             | 2018年1月3日   |
| 12     | 白云观八段锦教学                                   | 2018年1月23日  |

## 評價
日本线上网络动画网站“d animestore”在2016年7月10日数据显示，《一人之下》日文版在关注度为第六位。在海外网站MyAnimeList仅以6.38分排在7月新番的倒数第二名。

## 真人影劇改編
- 电视剧《異人之下》
- 电影《异人之下》